# Metis

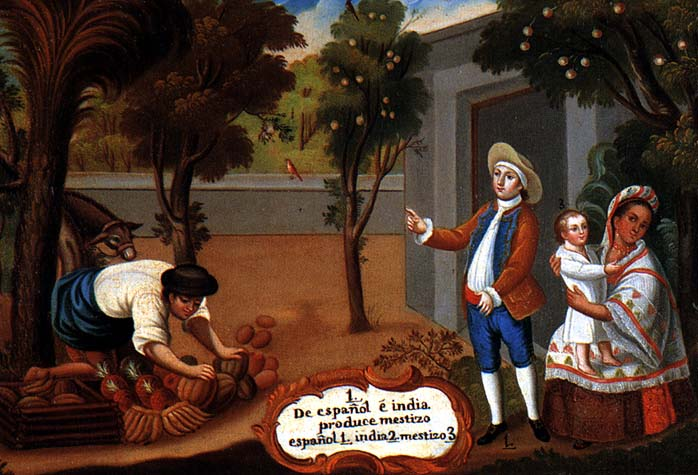
Pictură din era colonială reprezentând o familie mixtă (european + amerindiană) şi copil metis al acestora

Metisul (din latină mĭxticius, prin franceză métis) este o persoană care provine din relația sexuală a doi indivizi de rase diferite, în special un individ născut dintr-o femeie albă și un amerindian sau dintr-un alb și o indiană, respectiv o persoană de rasă albă cu una de rasă negroidă.